# Abbas Yari
Pour les articles homonymes, voir Yari (homonymie).
Abbas Yari (en persan : عباس ياري), né en 1951 à Arak, est un journaliste et critique de cinéma iranien. 

## Biographie
Abbas Yari est né à Arak en 1951. Diplômé en cadrage de l’école supérieure du cinéma en 1975, il fait ses premiers pas professionnels en tant que journaliste pour les journaux Sobh e Emrouz, Tehran Mosavvar et Keyhan. En 1968, alors qu'il est encore étudiant, Abbas Yari est président de la fondation culturelle pour la jeunesse de sa ville natale, Arak ; il est à ce titre chargé de l'organisation d'activités journalistiques, théâtrales et poétiques. Au début des années 1970, il s'intéresse au théâtre, et écrit et dirige plusieurs pièces. Peu de temps après, il se tourne vers le cinéma. Abbas Yari est rédacteur en chef du magazine Setareh Cinema ainsi que journaliste artistique des quotidiens Ettela'at et Keyhan entre 1973 et 1977 ; il dirigera également la section cinéma de l'hebdomadaire Ettela'at Haftegi en 1976-1977.
En 1982, il participe à la fondation du magazine Film Monthly avec Houshang Golmakani et Massoud Mehrabi. Ce magazine est le plus ancien des magazines de cinéma apparus après la révolution iranienne de 1978-1980. En 1993, Film Monthly est doublé d'un magazine international, Film International, le seul magazine en langue anglaise consacré au cinéma iranien. Il en est le directeur exécutif.
En 1988, il est un des membres fondateurs de la fondation des critiques d'art et écrivains de cinéma iranien. Entre 2002 et 2005, il est programmateur de projets au musée du cinéma d'Iran.

## Œuvres

### Sélection d'articles parus dansFilm magazine
- « La Danse de Zorba sous la pluie », 48e festival de film de Thessalonique, Film magazine, février 2008, vol 26, No. 375
- Interview avec Tahmineh Milani, « Tout lentement », Film Magazine, avril 2009, vol 27, No. 393
- « It started with tears, 54e festival de Saint-Sébastien », Film International, printemps 2007, Vol. 13, No. 2-3
- « Good Chefs and Delicious Food… », 45e festival de Thessalonique, Film International, automne/hiver 2004-2005, Vol 11, No. 1-2
- « Afghanistan, Taliban, Cinema and… », Film International, Vol 9, No. 1-2
- « Interview with Jean-Michel Frodon: Cinema is our Homeland », Film International, été/automne 2007, vol. 13, No. 4
- « Interview avec Reza Naji : Qu’est-ce que vous avez cru ? Je m’appelle Reza Naji..! », Film magazine, octobre 2008, Vol. 26, No. 385
- « Il y a encore de l’espoir, Un regard sur la place de commanditaire de posters de film », Film magazine, juillet 2009

### Pièces de théâtre
- Codirecteur et acteur des pièces de théâtre Shahr-e Ghesse et Chub dast hay e Varzil de Gholamhussein Saedi en 1970-1971.
- Metteur en scène et scénariste de la pièce de Saz e shekaste en 1972.